# Linka M3 (metro ve Varšavě)
M3 je plánovaná linka metra v polské Varšavě. Stavba této linky ještě nezačala, vše je ve fázi plánování; jeden z plánů je, že linka nebude podzemní. Kritici tvrdí, že jde o zbytečně zdvojování linky M2.

## Seznam plánovaných stanic
- Dworzec Zachodni
- Plac Narutowicza
- Niepodległości
- Plac Konstytucji
- Plac Trzech Krzyży
- Solec
- Waszyngtona
- Stadion Narodowy (tato stanice již existuje, šlo by o přestupní stanici na linku M2)